# نوتينغ هيل (أوزارك)
نوتينغ هيل هي منطقة فردية في مقاطعة أوزارك. على بعد تسعة أميال إلى الشمال الغربي من غينزفيل.
أنشئ فيها مكتب بريد في عام 1894، وبقي في العمل حتى عام 1985. وقد سميت باسم منطقة نوتينغ هيل في لندن.